# Anglards-de-Salers
Ne doit pas être confondu avec Anglards-de-Saint-Flour.
Anglards-de-Salers est une commune française située dans le département du Cantal, en région administrative Auvergne-Rhône-Alpes.

## Géographie

### Communes limitrophes
Les communes limitrophes sont  Le Vaulmier, Le Vigean, Moussages, Méallet, Saint-Bonnet-de-Salers, Saint-Vincent-de-Salers et Salins.
|           | Méallet                | Moussages                            |
| Le Vigean | Anglards de Salers     | Saint-Vincent-de-Salers, Le Vaulmier |
| Salins    | Saint-Bonnet-de-Salers |                                      |

Commune arrosée par l'Auze qui y prend sa source, et par son affluent le Monzola, et au nord par le Mars, principal affluent de la Sumène.

### Climat
Pour des articles plus généraux, voir Climat d'Auvergne-Rhône-Alpes et Climat du Cantal.
En 2010, le climat de la commune est de type climat de montagne, selon une étude du CNRS s'appuyant sur une série de données couvrant la période 1971-2000. En 2020, Météo-France publie une typologie des climats de la France métropolitaine dans laquelle la commune est exposée à un climat de montagne ou de marges de montagne et est dans la région climatique Ouest et nord-ouest du Massif Central, caractérisée par une pluviométrie annuelle de 900 à 1 500 mm, maximale en automne et en hiver.
Pour la période 1971-2000, la température annuelle moyenne est de 9,1 °C, avec une amplitude thermique annuelle de 14,9 °C. Le cumul annuel moyen de précipitations est de 1 326 mm, avec 12,3 jours de précipitations en janvier et 8,8 jours en juillet. Pour la période 1991-2020, la température moyenne annuelle observée sur la station météorologique de Météo-France la plus proche, sur la commune de Saignes à 15 km à vol d'oiseau, est de 11,3 °C et le cumul annuel moyen de précipitations est de 987,0 mm,. Pour l'avenir, les paramètres climatiques de la commune estimés pour 2050 selon différents scénarios d'émission de gaz à effet de serre sont consultables sur un site dédié publié par Météo-France en novembre 2022.

## Urbanisme

### Typologie
Au 1er janvier 2024, Anglards-de-Salers est catégorisée commune rurale à habitat très dispersé, selon la nouvelle grille communale de densité à 7 niveaux définie par l'Insee en 2022.
Elle est située hors unité urbaine. Par ailleurs la commune fait partie de l'aire d'attraction de Mauriac, dont elle est une commune de la couronne,. Cette aire, qui regroupe 16 communes, est catégorisée dans les aires de moins de 50 000 habitants,.

### Occupation des sols
L'occupation des sols de la commune, telle qu'elle ressort de la base de données européenne d’occupation biophysique des sols Corine Land Cover (CLC), est marquée par l'importance des territoires agricoles (72,2 % en 2018), en augmentation par rapport à 1990 (70,9 %). La répartition détaillée en 2018 est la suivante : 
prairies (66,3 %), milieux à végétation arbustive et/ou herbacée (17,2 %), forêts (9,3 %), zones agricoles hétérogènes (5,9 %), zones urbanisées (1,3 %). L'évolution de l’occupation des sols de la commune et de ses infrastructures peut être observée sur les différentes représentations cartographiques du territoire : la carte de Cassini (XVIIIe siècle), la carte d'état-major (1820-1866) et les cartes ou photos aériennes de l'IGN pour la période actuelle (1950 à aujourd'hui).

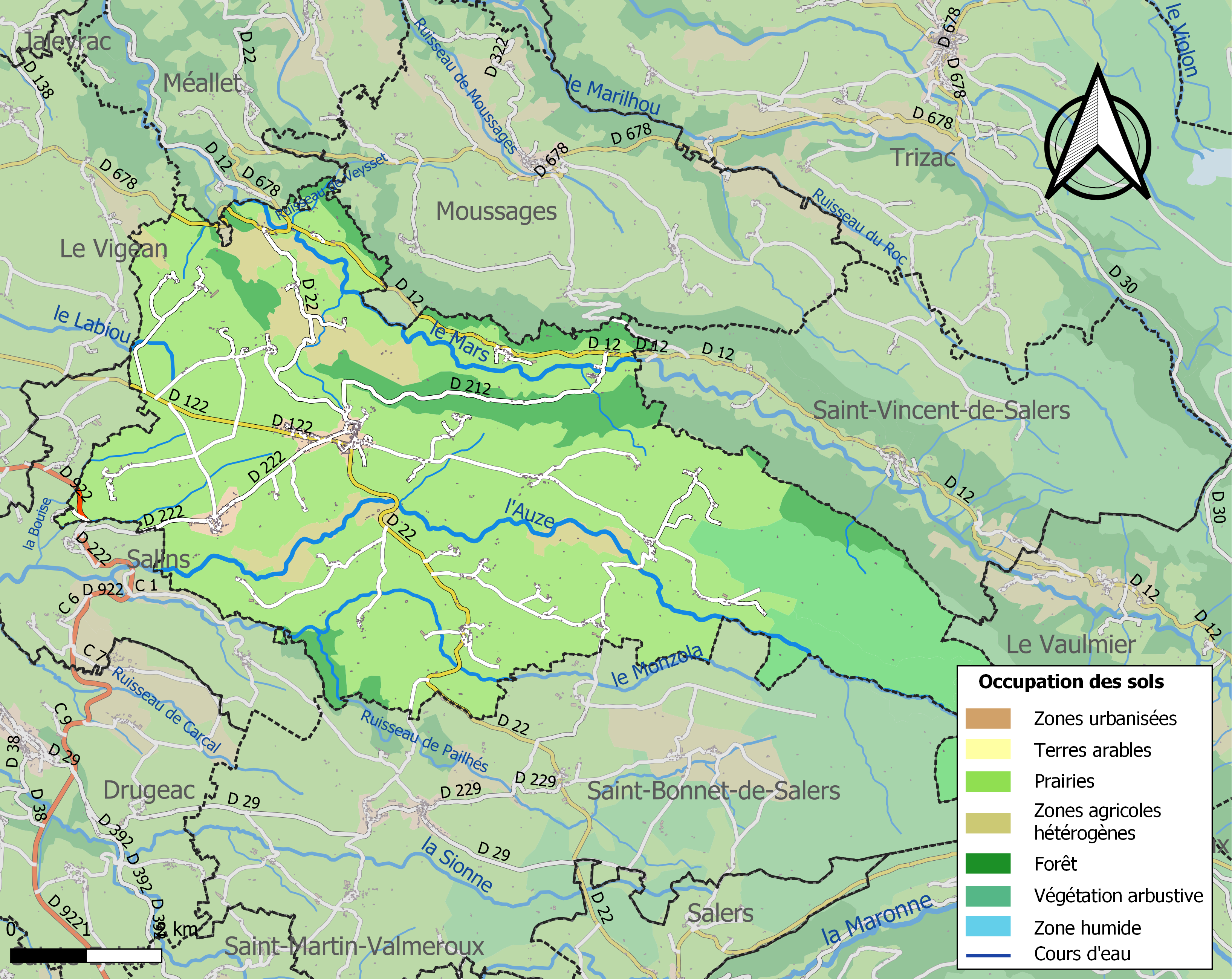
Carte des infrastructures et de l'occupation des sols de la commune en 2018 (CLC).

### Habitat et logement
En 2018, le nombre total de logements dans la commune était de 574, alors qu'il était de 594 en 2013 et de 564 en 2008.
Parmi ces logements, 62,2 % étaient des résidences principales, 31,8 % des résidences secondaires et 6 % des logements vacants. Ces logements étaient pour 96,1 % d'entre eux des maisons individuelles et pour 3 % des appartements.
Le tableau ci-dessous présente la typologie des logements à Anglards-de-Salers en 2018 en comparaison avec celle du Cantal et de la France entière. Une caractéristique marquante du parc de logements est ainsi une proportion de résidences secondaires et logements occasionnels (31,8 %) supérieure à celle du département (20,4 %) et à celle de la France entière (9,7 %). Concernant le statut d'occupation de ces logements, 80,3 % des habitants de la commune sont propriétaires de leur logement (77,6 % en 2013), contre 70,4 % pour le Cantal et 57,5 pour la France entière.
| Typologie                                               | Anglards-de-Salers | Cantal | France entière |
| ------------------------------------------------------- | ------------------ | ------ | -------------- |
| Résidences principales (en %)                           | 62,2               | 67,7   | 82,1           |
| Résidences secondaires et logements occasionnels (en %) | 31,8               | 20,4   | 9,7            |
| Logements vacants (en %)                                | 6                  | 11,9   | 8,2            |

## Toponymie
Le nom de la localité est attesté sous la forme latine Ecclesia due Aglars au XIIe siècle, Anglars en 1269, puis un Anglardz en 1646.
Pluriel de l'occitan anglar « pierre angulaire, quartier de rocher », contraction de l'occitan angular (angulaire). C'est un toponyme courant dans cette région, avec le sens de « rocher angulaire ». Ce toponyme proviendrait d'une caractéristique liée au relief, ou à la configuration locale avec un Anglars rappelant un bloc de roche à la forme particulière.
Anglars de Salèrn en occitan.

## Histoire

### Liste des curés d'Anglards-de-Salers
| Période | Période | Identité          | Étiquette | Qualité                               |
| ------- | ------- | ----------------- | --------- | ------------------------------------- |
| 1508    |         | Jean de Chazettes |           | Curato Eclesiae parrochialis anglaris |
| 1919    | 1929    | A. Borne          |           | Curé                                  |
| 1936    | 1941    | Paul Besse        |           | Curé                                  |

## Politique et administration

### Découpage territorial
La commune d'Anglards-de-Salers est membre de la communauté de communes du Pays de Salers, un établissement public de coopération intercommunale (EPCI) à fiscalité propre créé le 19 décembre 2003 dont le siège est à Salers. Ce dernier est par ailleurs membre d'autres groupements intercommunaux.
Sur le plan administratif, elle est rattachée à l'arrondissement de Mauriac, à la circonscription administrative de l'État du Cantal et à la région Auvergne-Rhône-Alpes.
Sur le plan électoral, elle dépend du canton de Mauriac pour l'élection des conseillers départementaux, depuis le redécoupage cantonal de 2014 entré en vigueur en 2015, et de la deuxième circonscription du Cantal  pour les élections législatives, depuis le dernier découpage électoral de 2010.

### Liste des maires
| Période                                  | Période  | Identité                       | Étiquette | Qualité    |
| ---------------------------------------- | -------- | ------------------------------ | --------- | ---------- |
| Les données manquantes sont à compléter. |          |                                |           |            |
| 1792                                     | 1800     | Antoine Faucher                |           | Notaire    |
| 1800                                     | 1803     | Jean Pebrel                    |           |            |
| 1803                                     | 1808     | Antoine Bergeron               |           |            |
| 1808                                     | 1825     | Jean Antoine Sauvage           |           |            |
| 1825                                     | 1830     | Jean Rolland                   |           |            |
| 1848                                     | 1860     | Jean-Martin Salsac             |           |            |
| 1860                                     | 1863     | Antoine Lescurier d'Espérières |           | Médecin    |
| 1863                                     | 1870     | Pierre-Joseph Tournaire        |           |            |
| 1871                                     | 1873     | Alfred Claux                   |           | Médecin    |
| 1874                                     | 1875     | Eugène Bergeron                |           |            |
| 1875                                     | 1877     | Jean Gérard                    |           |            |
| 1904                                     | 1908     | Justin Mourguy                 |           |            |
| 1908                                     | 1919     | Paul Bergeron                  |           | Médecin    |
| 1920                                     | 1935     | Antoine Serre                  |           |            |
| 1935                                     | 1947     | Joseph Mathieu                 |           | Médecin    |
| 1947                                     | 1965     | Augustin Chauvet               | UDSR      | Député     |
| 1965                                     | 1995     | Jean Descoeur                  | RS        | Médecin    |
| 1995                                     | En cours | François Descoeur              | DVD       | Architecte |

## Population et société

### Démographie

#### Évolution démographique
L'évolution du nombre d'habitants est connue à travers les recensements de la population effectués dans la commune depuis 1793. Pour les communes de moins de 10 000 habitants, une enquête de recensement portant sur toute la population est réalisée tous les cinq ans, les populations de référence des années intermédiaires étant quant à elles estimées par interpolation ou extrapolation. Pour la commune, le premier recensement exhaustif entrant dans le cadre du nouveau dispositif a été réalisé en 2005.

En 2022, la commune comptait 724 habitants, en évolution de −7,3 % par rapport à 2016 (Cantal : −1,08 %, France hors Mayotte : +2,11 %).
| 1793  | 1800  | 1806  | 1821  | 1831  | 1836  | 1841  | 1846  | 1851  |
| ----- | ----- | ----- | ----- | ----- | ----- | ----- | ----- | ----- |
| 2 139 | 1 942 | 2 107 | 2 821 | 2 402 | 2 438 | 2 266 | 2 551 | 2 336 |

| 1856  | 1861  | 1866  | 1872  | 1876  | 1881  | 1886  | 1891  | 1896  |
| ----- | ----- | ----- | ----- | ----- | ----- | ----- | ----- | ----- |
| 2 270 | 2 236 | 2 390 | 2 256 | 2 307 | 2 224 | 2 233 | 2 391 | 2 235 |

| 1901  | 1906  | 1911  | 1921  | 1926  | 1931  | 1936  | 1946  | 1954  |
| ----- | ----- | ----- | ----- | ----- | ----- | ----- | ----- | ----- |
| 2 033 | 1 962 | 1 988 | 1 831 | 1 663 | 1 626 | 1 566 | 1 541 | 1 460 |

| 1962  | 1968  | 1975  | 1982 | 1990 | 1999 | 2005 | 2006 | 2010 |
| ----- | ----- | ----- | ---- | ---- | ---- | ---- | ---- | ---- |
| 1 372 | 1 240 | 1 037 | 819  | 843  | 755  | 772  | 765  | 815  |

| 2015 | 2020 | 2022 | - | - | - | - | - | - |
| ---- | ---- | ---- | - | - | - | - | - | - |
| 788  | 708  | 724  | - | - | - | - | - | - |

#### Pyramide des âges
La population de la commune est relativement âgée. En 2018, le taux de personnes d'un âge inférieur à 30 ans s'élève à 24,1 %, soit un taux inférieur à la moyenne départementale (27,0 %). À l'inverse, le taux de personnes d'un âge supérieur à 60 ans (40,2 %) est supérieur au taux départemental (35,5 %).
En 2018, la commune comptait 373 hommes pour 381 femmes, soit un taux de 50,53 % de femmes, inférieur au taux départemental (51,13 %).
Les pyramides des âges de la commune et du département s'établissent comme suit :
| Hommes | Classe d’âge | Femmes |
| ------ | ------------ | ------ |
| 0,3    | 90 ou +      | 2,0    |
| 10,3   | 75-89 ans    | 14,2   |
| 27,1   | 60-74 ans    | 26,5   |
| 23,1   | 45-59 ans    | 22,1   |
| 12,6   | 30-44 ans    | 13,4   |
| 13,7   | 15-29 ans    | 10,3   |
| 12,9   | 0-14 ans     | 11,5   |

| Hommes | Classe d’âge | Femmes |
| ------ | ------------ | ------ |
| 1,2    | 90 ou +      | 3,1    |
| 10,1   | 75-89 ans    | 13,5   |
| 22,9   | 60-74 ans    | 22,6   |
| 21,8   | 45-59 ans    | 20,5   |
| 16,1   | 30-44 ans    | 15,2   |
| 13,8   | 15-29 ans    | 11,9   |
| 14,2   | 0-14 ans     | 13,3   |

## Culture locale et patrimoine

### Lieux et monuments

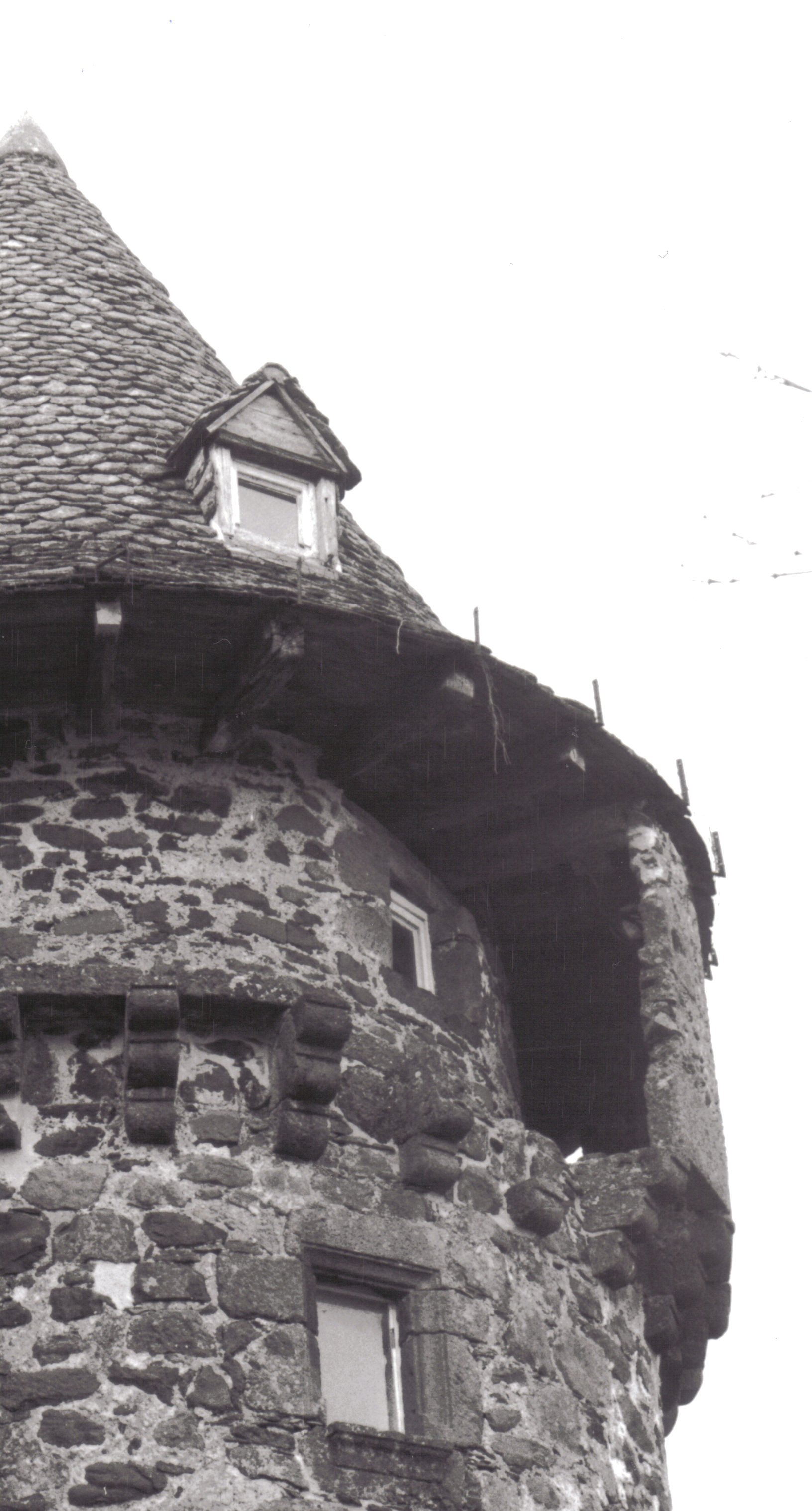
Château de la Trémolière, détail du donjon.

- Château de la Trémolière (XVe siècle). Il abrite une collection de tapisseries d'Aubusson, dix verdures du XVIe siècle « Le bestiaire fantastique ». Collection classée monument historique[23]. Il est le cadre d'expositions de peinture et d'art contemporain. Le château fut le siège d'une seigneurie possédée par la famille de Montclar[24].
- Château de Longevergne, construit au XVe siècle et inscrit aux monuments historiques en 2002[25].
- Église romane Saint-Thyrse[26] (XIIe siècle).
- Verger de Déduit, création des paysagistes Ossart et Maurières (site officiel) est un jardin contemporain d'inspiration médiévale inspiré du Roman de la Rose[Lequel ?] et de la collection du bestiaire fantastique[24].
- Piste dans les estives avec table d'orientation.
- Stade Robert-Besogne : stade de football accueillant l'E.A.S. (Entente Anglards Salers).

### Personnalités liées à la commune
- Antoine Lescurier de Lavergne (1744-1809), homme politique né à Anglards-de-Salers, député du tiers état aux États généraux de 1789.
- Paul Malassagne, sénateur du Cantal de 1971 à 1989, né à Nuzerolles

### Héraldique
| Blason de Anglards-de-Salers | Blason  | Parti : au 1er d’azur au chef d’or, au 2e d’azur au poisson d’argent posé en bande accompagné de cinq étoiles de même, trois en chef ordonnées 2 et 1, et deux en pointe rangées en bande. |
| Blason de Anglards-de-Salers | Détails | Le statut officiel du blason reste à déterminer. |